# 阿根廷邦联

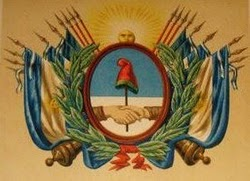
阿根廷邦联的徽章之一

阿根廷邦联（西班牙語：Confederación Argentina）是一个1831年至1861年的今阿根廷诸省所组成的松散邦联，不设国家元首。在对外关系上，由布宜诺斯艾利斯省长管理外交事宜。根据阿根廷国家宪法第35条，阿根廷邦联是阿根廷共和国的官方名称之一，与“阿根廷共和国”和“拉普拉塔联合省”一样。
布宜诺斯艾利斯省、恩特雷里奥斯省、圣菲省和科连特斯省各省之间签署联邦条约于1831年1月4日，（在接下来的两年内，其他九个省份也加入该条约）被认为是过渡时期的起点，随着胡安·曼努埃尔·德·罗萨斯于1835年回归布宜诺斯艾利斯政府而完成。卡塞罗斯战役之后，乌尔基萨邀请其他省份的省长在圣尼古拉斯举行会议，并签署了圣尼古拉斯协议，任命乌尔基萨为邦联临时主席，并在圣达菲市召开了制宪会议。
胡安·曼努埃尔·德·罗萨斯被推翻后，导致1852年布宜诺斯艾利斯国的成立。其余省份于1853年5月1日制定阿根廷国家宪法。1861年的帕文战役中与其发生冲突。最终以布宜诺斯艾利斯的胜利而回归邦联。

## 背景

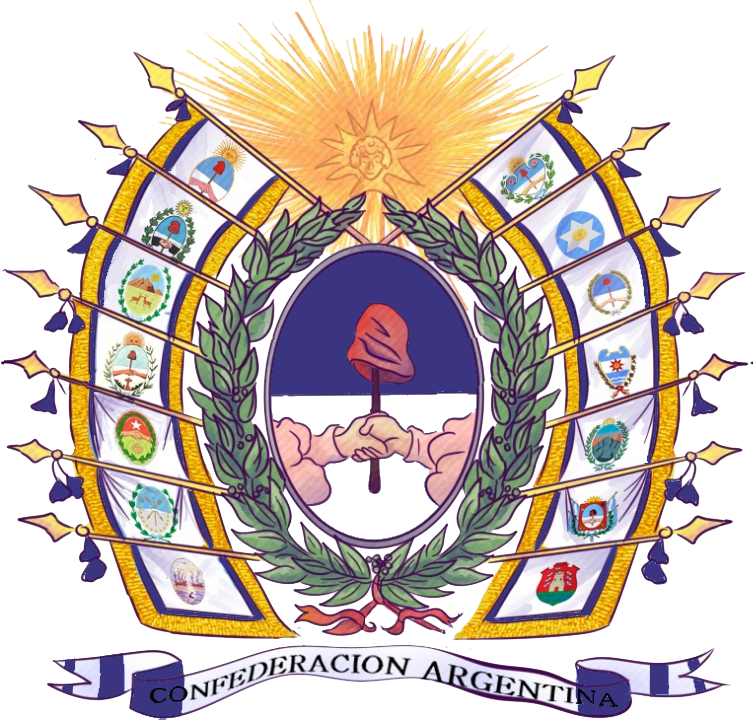
阿根廷邦联国徽

阿根廷从1810年5月25日起，事实上的以拉普拉塔联合省的名义出现。
1814年初，联邦党成立，次年这个群体以自由人民联盟名义组成东方议会。即部分省份采取联邦制政体，与一元党的中央政府对抗，阿根廷内战爆发。
在1816年7月，中央政府管辖的省份加上由联邦党管辖的科尔多瓦省，在图库曼议会正式宣布独立。当时，阿根廷军队在多条战线上同时面对西班牙帝国的军队，而联邦军则需要对抗葡萄牙－巴西的入侵。
1820年，在阿雷基托兵变之后，导致国会和中央政府解散，每个省都实行自治。这种情况从1824年开始改变，新的大会召开。次年巴西战争的爆发加速了由贝纳迪诺·里瓦达维亚总统领导的新中央政府的组建进程，但他与巴西帝国的谈判以及他对单一制的支持，在首都和内陆省份引起了广泛的不满。
中央政府和国会再次解散，塔里哈省在阿根廷与巴西交战时并入玻利维亚。而东岸省由于来自英国和巴西帝国的压力，作为乌拉圭东岸国独立。1833年，马尔维纳斯群岛被英国入侵。几年来，爆发了新的内战，此后联邦党成功控制了所有省的政府。
对阿根廷国家的制度化出现了一系列尝试，尤其是所有省份都遵守联邦条约，但最后未能建立共同的法律或一个中央政府。逐渐地，全国接受了“阿根廷邦联”这个名称，即认可自己是国家的一部分，但没有共同的政治或法律机构。

## 历史

### 罗萨斯时代（1835年-1852年）
国名是从胡安·曼努埃尔·德·罗萨斯的第二任布宜诺斯艾利斯省长时期开始。他根据诸省的意愿集结，负责邦联的对外关系和战争问题。
在1835年到1852年，诸省共同对外使用“阿根廷邦联”。邦联共14个省份，其有效控制的领土比现在要小得多。他们在几乎所有方面形成了一个由不同独立国家组成的相当松散的联盟，除了罗萨斯能够通过政治、经济或军事手段将他的意志强加于地方领导人的意志之外。这十四个省在阿根廷宪法被称为统一政府“预先存在”的实体。

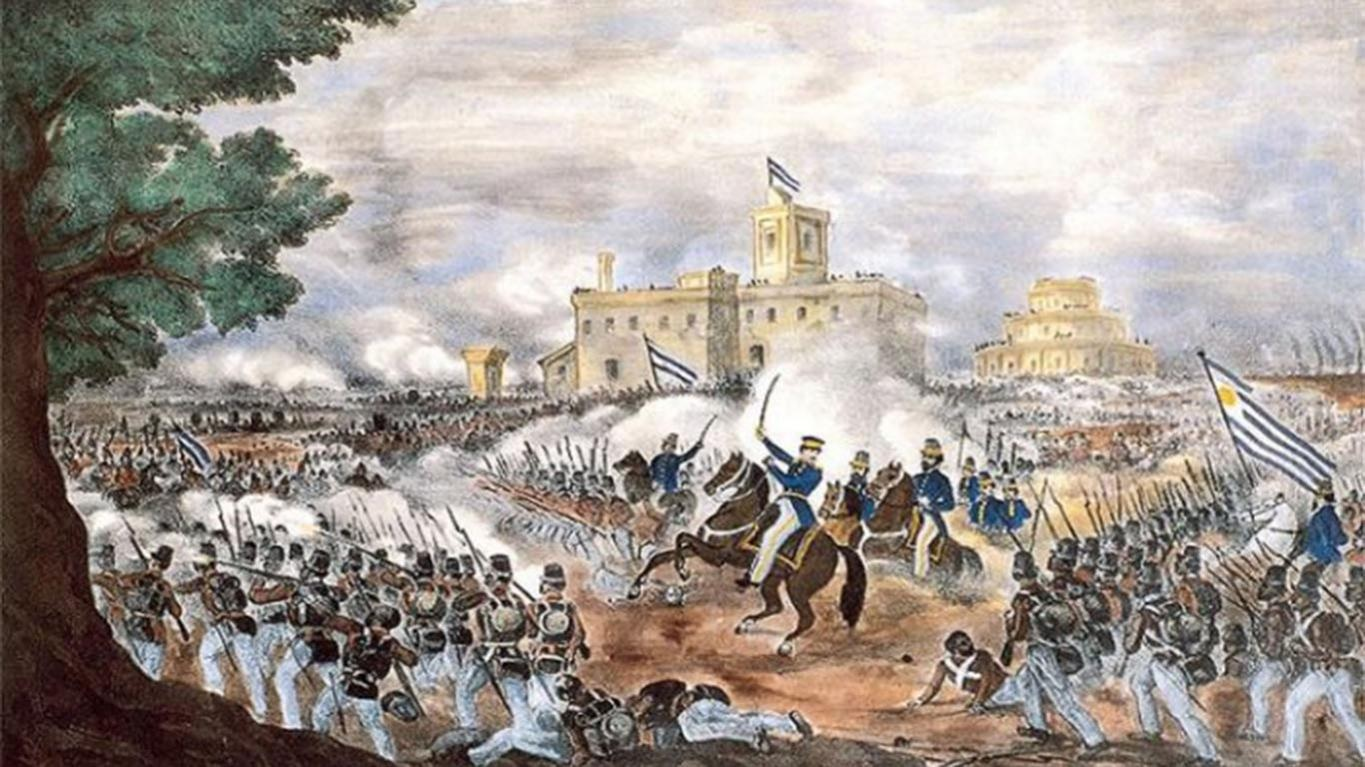
卡塞罗斯战役

#### 不稳定的政治和战争

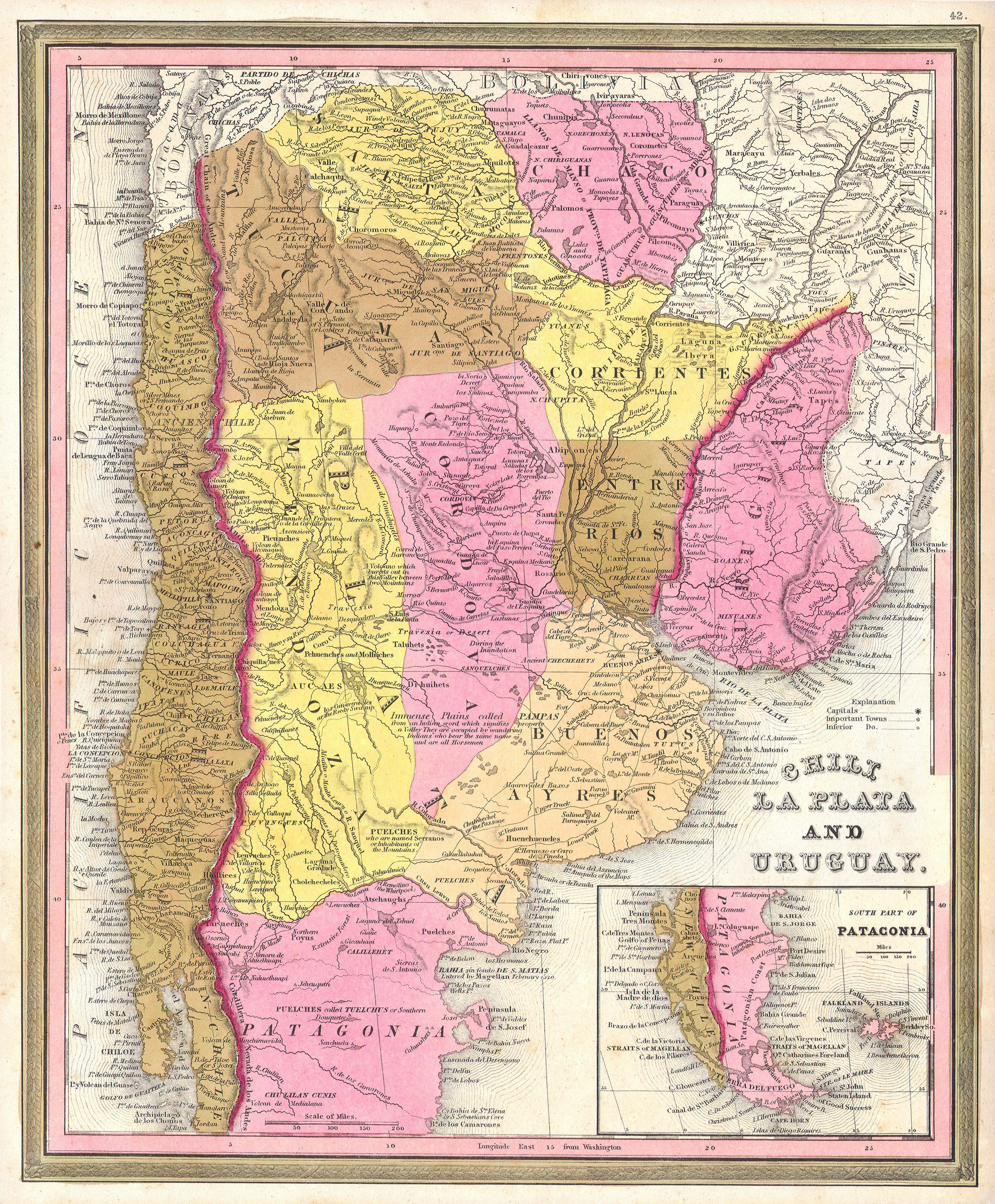
1846年左右的邦联和一些毗邻国家的地图。

在整个邦联时期，联合省实际上处于内战中，这是由一元党在乌拉圭、智利和玻利维亚，为重新夺回权力进行的斗争。
1837年和1838年间，对秘鲁-玻利维亚邦联战争在北部边界开展。实际上，这是一系列小规模的冲突。其中阿根廷军队大部分是由图库曼省省长亚历杭德罗·埃雷迪亚在阿根廷西北地區招募的民兵。
同时，在乌拉圭东岸国发生了伟大战争，这场战争和阿根廷有巨大关联。其中联邦党与白党联合反对红党。而一元党与红党和外国势力（特别是大不列颠、法国和巴西帝國政府，同时还有雇佣兵和意大利志愿者，和其他欧洲国家）共同对抗。
1845年，支持蒙得维的亚政府的法国和英国与阿根廷邦联的小规模冲突，演变成大规模海军入侵。由于联邦军队的抵抗，这些行动最终以失败告终。

### 罗萨斯时代之后
卡塞罗斯战役之后，乌尔基萨邀请其他省份的省长参加在圣尼古拉斯的会议，签订了圣尼古拉斯条约。这个条约将乌尔基萨命名为邦联临时主任并在圣菲市召开了制宪会议。其中，每省都必须派两名代表。但布宜诺斯艾利斯没有接受。
圣尼古拉斯条约规定，宪法应建立一个联邦制政体。巴拉那河和烏拉圭河可以自由航行。布宜诺斯艾利斯不签署圣尼古拉斯条约并从邦联中分离出来，于1854年制定了自己的宪法。

#### 布宜诺斯艾利斯的分离

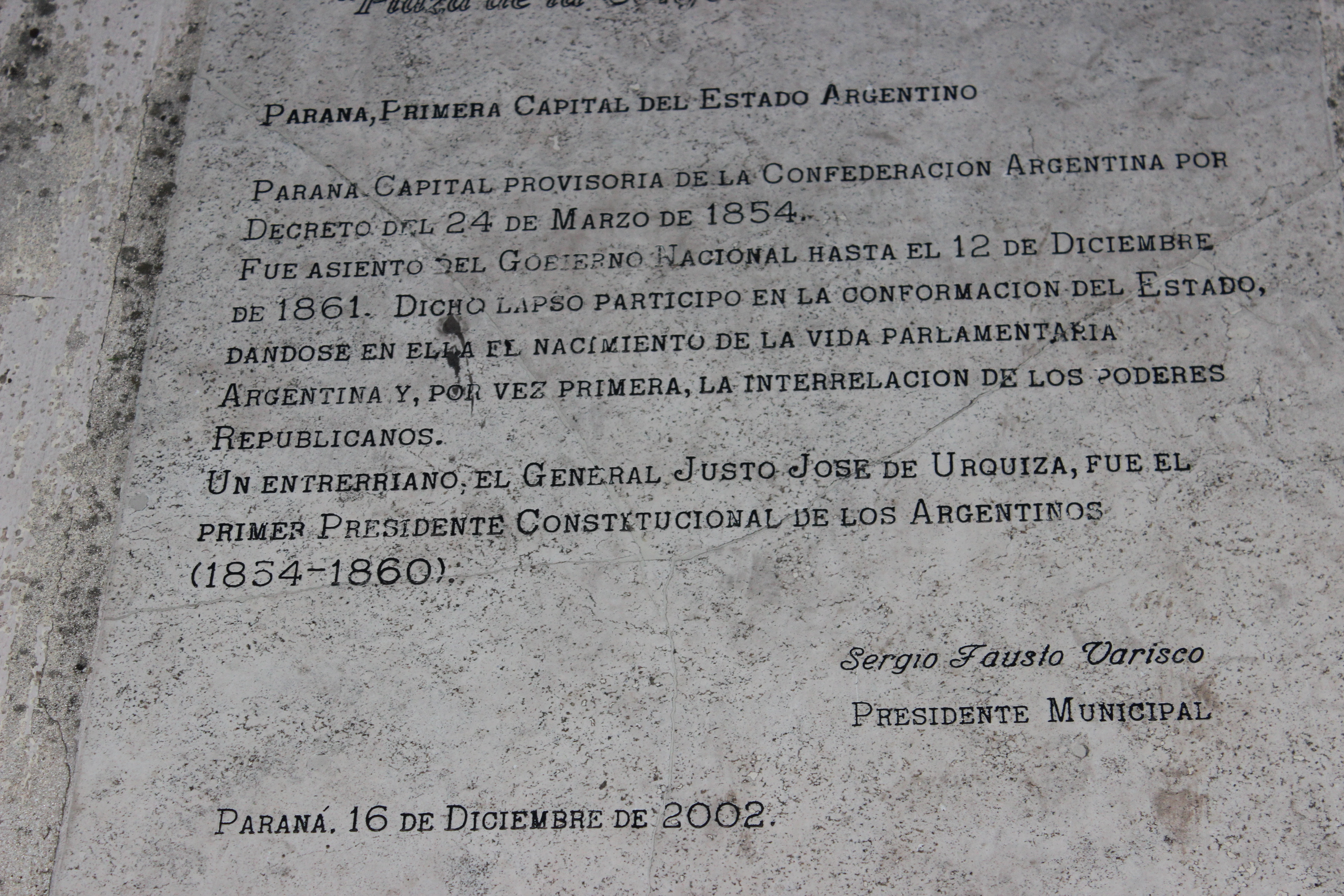
巴拉那市阿根廷邦联广场上的牌匾（位于距离市政府几米的科连特斯街）。纪念巴拉那在1854年被指定为阿根廷首都。

由于罗萨斯在卡塞罗斯战役中战败，国家的制度化开始了，但保留了“阿根廷邦联”的名称。1853年阿根廷宪法颁布，组建了行政部门。
但是，布宜诺斯艾利斯省拒绝加入新建立的政府，以布宜诺斯艾利斯国的名义分离。分离的原因是布宜诺斯艾利斯的商业精英不接受宪法中建立的基于全境自由贸易、河流自由航行和國民收入按比例分配的新经济制度。
布宜诺斯艾利斯和其他省份的经济和政治状况都非常不同。布宜诺斯艾利斯因为控制着海关，所以享受着日益繁荣的经济。相反邦联几乎无法支付其官员的薪水，也缺乏足够的资源来满足开支。
布宜诺斯艾利斯省建立由一元党巴倫廷·阿爾西納和巴托洛梅·米特雷领导的政权，在宪法通过之前，将其代表从制宪会议中撤出。同时，也拒绝参加国家当局的选举，也拒绝承认他们的权威。
1853年阿根廷宪法的颁布，确立了联邦制政体，标志着邦联进程的一个重要里程碑。1854年3月5日的选举，选出了胡斯托·何塞·德·乌尔基萨将军和萨尔瓦多·玛丽亚·德尔·卡里尔博士作为总统和副总统。他们与部长一起将政府转移到阿根廷邦联的临时首都巴拉那。
曾有3人当过邦联总统：乌尔基萨将军、圣地亚哥·德尔基博士和临时的胡安·埃斯特班·佩德内拉将军。

### 邦联的结束
在1860年的宪法改革之前，序言和条款中以“阿根廷邦联”称呼。在1860年宪法之后，布宜诺斯艾利斯省的加入，名称被改为“阿根廷国家”（西班牙語：Nación Argentina）。无论如何，阿根廷邦联仍然是阿根廷宪法所承认的官方名称之一。

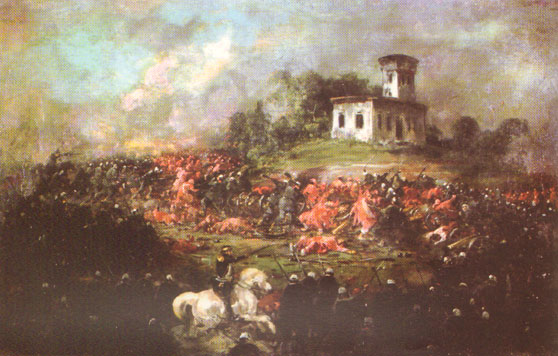
帕文在1861年9月18日，阿根廷邦联与布宜诺斯艾利斯省爆发冲突，最终后者获胜。

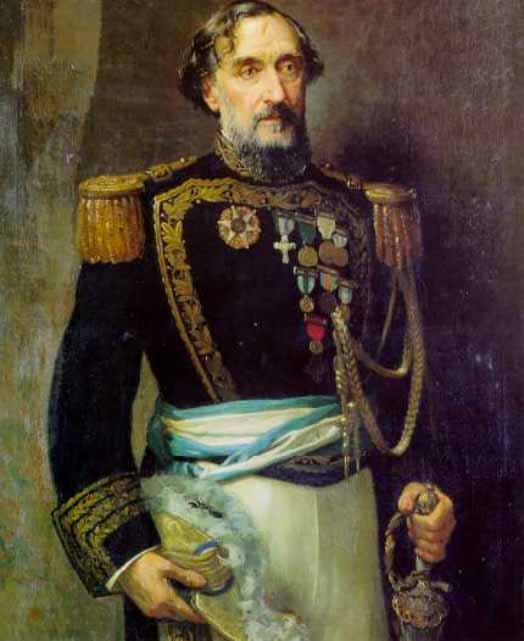
巴托洛梅·米特雷，1862年10月12日至1868年10月12日担任总统。

然而，阿根廷史学通常以1861年德尔基和佩德内拉政府的垮台作为阿根廷邦联的结束。
帕文战役是1861年9月18日圣菲以南的帕文河附近的一场战斗。布宜诺斯艾利斯在这场战斗打败阿根廷邦联，并实现布宜诺斯艾利斯成为全境的政治中心。在经历了近一年权力真空后，前布宜诺斯艾利斯省长巴托洛梅·米特雷接任总统职位。

## 领土
阿根廷邦联由圣菲省、布宜诺斯艾利斯省（1853年至1860年间作为布宜诺斯艾利斯国独立）、恩特雷里奥斯省、科连特斯省、图库曼省、萨尔塔省、胡胡伊省、圣地亚哥-德尔埃斯特罗省、卡塔马卡省、科尔多瓦省、拉里奥哈省、圣胡安省、圣路易斯省和门多萨省组成。
而巴塔哥尼亞大部分、大查科地区、拉潘帕省和其他省份的大部分地区由印第安人所控制。直到罗萨斯垮台前，罗萨斯政府不承认巴拉圭的独立，但巴拉圭从未在事实上或在法律上成为邦联的一部分。米西奥内斯省的领土在1820年被巴西破坏之后，仍然受到荒废，其主权受到巴拉圭的质疑。